# Olympique Akbou
 Olympique Akbou (arabisch أولمبي أقبو), auch bekannt als O Akbou oder OA, ist ein algerischer Fußballverein aus Akbou in der Provinz Bejaia. Ab der Saison 2024/25 spielt der Verein in der ersten Liga, der Ligue Professionnelle 1.

## Erfolge
- Algerian Ligue 2: 2023/24 (Gr. East)  ▲
- Algerian Ligue 3: 2022/23
- Ligue Régional I (4. Liga): 2021/22
- Ligue Régional II (6. Liga): 2019/20
- Division d’Honneur (7. Liga): 2018/19

## Stadion
Der Verein trägt seine Heimspiele im Maghrebi Unity Stadium in Akbou aus. Das Stadion hat ein Fassungsvermögen von 17.500 Personen.

## Trainer
| Trainer         | Nation   | von               | bis               |
| --------------- | -------- | ----------------- | ----------------- |
| Mourad Karouf   | Algerien | 21. November 2022 | 8. Juni 2023      |
| Moufdi Cherdoud | Algerien | 20. Juni 2023     | 21. November 2023 |
| Mourad Karouf   | Algerien | 1, Juli 2023      |                   |